# 下丁家镇
下丁家镇，是中华人民共和国山東省烟台市龙口市下辖的一个乡镇级行政单位。

## 行政区划
下丁家镇下辖以下地区：
于家口村、西吕家村、南邢家村、上孟家村、下孟家村、下丁家村、木厂村、石板丁家村、常胜庄村、庙北马家村、蒋家村、庙东村、河西马家村、脉落夼村、肖家洼村、窦韩村、杨家村、大园村、后地村和大庄子村。